# صماخ أنفي أوسط

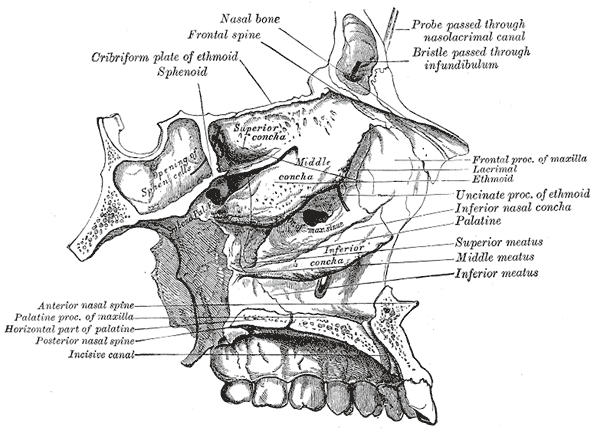

الصماخ الأنفي الأوسط هو الفسحة الواقعة بين المحارة الأنفية الوسطى والمحارة الأنفية السفلية. يحتوي جداره الوحشي على ثلم متقوس يدعى الفرجة الهلالية يحدها في الأسفل الناتئ الشصي للعظم الغربالي وفي الأعلى الفقاعة الغربالية. يفتح القمع الغربالي والجيب الفكي العلوي على الفرجة الهلالية وتفتح الخلايا الغربالية الوسطى على الفقاعة.